# Butsènit (Mongay)
Butsènit es una entidad de población española del municipio de Mongay, perteneciente a la provincia de Lérida, en la comunidad autónoma de Cataluña.

## Toponimia
El lugar puede aparecer referido como «Butsènit» y «Butsenit».

## Geografía
Fluye cerca del lugar el río Sió.

## Historia
Hacia mediados del siglo XIX, el lugar, por entonces con ayuntamiento propio, tenía contabilizada una población de 64 habitantes. Aparece descrito en el cuarto volumen del Diccionario geográfico-estadístico-histórico de España y sus posesiones de Ultramar de Pascual Madoz con las siguientes palabras:

BUTSENIT: l. con ayunt. de la prov. de Lérida (8 horas), part. jud. y adm. de rent. de Balaguer (3), aud. terr. y c. g. de Cataluña (Barcelona 28), dióc. de Urgel (22): sit. al S. sobre una colina de mediana elevacion cerca del r. Sio: disfruta de buena ventilacion y clima saludable. Tiene 79 casas, por lo comun de dos pisos y de fáb. regular, formando varias calles sin empedrar, y 2 plazas, una frente la igl. y otra casi en el centro del pueblo, ambas cuidrilongas: hay una parr. bajo la advocacion de Ntra. Sra. del Rosario, cuya imágen de escultura moderna, bien concluida, se venera en el altar mayor; el edificio de buena construccion, fabricado de piedra labrada en 1758, consta de una nave de 80 pasos de largo, 13 de ancho y 80 palmos de altura, con 6 altares de mediano mérito; la torre contigua á este, es del mismo material que el todo del edificio, y de 149 palmos de elevacion; tiene un reloj de campana, y su esfera en el frontis. Confina el térm. N. con el de Torra (á 3/4 hora); E. con el de las Bentosas (á 1/2); S. con el de las Penellas á igual dist., y O. tambien á 1/2 horas), con el de Mongay: corre á dist. de 400 pasos de la pobl. el r. Sio, en cuyas márg. hay una especie de alameda con olmos, álamos y chopos; su curso aunque de escaso caudal, es perenne, aumentándose considerablemente algunas veces con violentas avenidas: proporciona riego á algunas tierras y da impulso, á temporadas, á un molino harinero y otro de aceite de dominio particular. El terreno participa de monte y llano, y la tierra de cultivo es generalmente gruesa y de secano, escepto algunos huertecillos que se riegan con las aguas del mencionado r.: los vec. prefieren para sus usos las de algunas balsas que tienen en el térm. Los caminos aunque locales y de herradura, en algunos pueden transitar los carruages. prod.: trigo, centeno, tranquillon, cebada, vino y aceite: hay caza de conejos, perdices y liebres. pobl.: 11 vec., 64 alm. cap. imp.: 18,755 rs. contr.: 1,800 rs.
(Madoz, 1846, pp. 682-683)

En la actualidad, pertenece al municipio de Mongay. En 2022, la entidad singular de población tenía empadronados 217 habitantes y el núcleo de población, 183.